# Alfred Ebeling
Alfred Ebeling (* 22. Dezember 1857 in Braunschweig; † 27. Oktober 1931 ebenda) war ein deutscher Bankier.

## Leben und Werk
Dem Besuch des Gymnasiums in seiner Heimatstadt schloss sich eine landwirtschaftliche Lehre sowie ein Studium an der Landwirtschaftlichen Hochschule in Halle (Saale) an. Ebeling war als Gutsinspektor tätig, bevor er nach Bosnien auswanderte. Dort gründete er die deutsche Kolonie Rudolfstal und war dort bis 1890 Landwirt und Kolonisator. Er plante 1901 eine Frühjahrs-Gesellschaftsreise für den Deutschen und Österreichischen Alpenverein nach Bosnien. Nach dem Tod seines Bruders ging er nach Braunschweig zurück, um das seit 1858 bestehende väterliche Bankhaus zu leiten. Ebeling war in Braunschweig ehrenamtlich in vielen Bereichen der Wohlfahrtspflege tätig. Er verwaltete verschiedene Stiftungen und förderte den Bau evangelischer Kirchengebäude in Bosnien. Er wirkte in Braunschweig als stellvertretender Bezirksvorsteher und Armenpfleger. Er war Freiwilliger im Ersten Weltkrieg.